# 1990 VX3
1990 VX3 är en asteroid i huvudbältet som upptäcktes den 12 november 1990 av de båda japanska astronomerna Seiji Ueda och Hiroshi Kaneda i Kushiro.